# 弗米利恩鎮區 (印地安納州弗米利恩縣)
弗米利恩鎮區（英語：Vermillion Township）是位於美國印地安納州弗米利恩縣的一個行政鎮區。

## 地方資料
根據2010年美國人口普查的數據，弗米利恩鎮區的面積為132.00平方千米，當中陸地面積為130.80平方千米，而水域面積為1.20平方千米。當地共有人口924人，而人口密度為每平方千米7人。